# Francisco Aramburu
Francisco Aramburu, meglio noto come Chico (Uruguaiana, 7 gennaio 1922 – Rio de Janeiro, 10 gennaio 1997), è stato un calciatore brasiliano, di ruolo attaccante.

## Carriera

### Club
Chico iniziò a giocare nella squadra della propria città natale, il Ferrocarril, nel 1939. Nel 1941 si trasferì al Grêmio e nel 1943 al Vasco da Gama.
Con la squadra di Rio de Janeiro vinse per 5 volte il Campionato Carioca e nel 1948 la Coppa dei Campioni del Sudamerica. Dopo 12 anni trascorsi nelle file del Vasco da Gama, nel 1955 si trasferì al Flamengo, dove chiuse la carriera l'anno seguente dopo aver disputato due amichevoli.

### Nazionale
Chico disputò 21 partite (di cui 2 non ufficiali) segnando 8 gol con la Nazionale brasiliana, con cui esordì il 16 dicembre 1945 contro l'Argentina.
Partecipò al Campeonato Sudamericano de Football nel 1946 (4 partite e 2 reti) e ai Mondiali nel 1950 (4 partite e altrettanti gol), entrambi conclusi al secondo posto nel primo caso perdendo in finale contro l'Argentina e nel secondo contro l'Uruguay nel cosiddetto "Maracanazo".
Durante i Mondiali 1950 realizzò il 300º gol nella storia del campionato mondiale di calcio nella partita del 13 luglio 1950 contro la Spagna, conclusasi 6-1 per i brasiliani. La finale di quel Mondiale fu per Chico l'ultima apparizione in Nazionale.

## Palmarès
- Campionato Carioca: 5

Vasco da Gama: 1945, 1947, 1949, 1950, 1952
- Coppa dei Campioni del Sudamerica: 1

Vasco da Gama: 1948

### Videografia
- Federico Ferri, Federico Buffa, Storie Mondiali: Il Maracanazo (1950), Sky Sport, 2014.